# Antena de Oro 2012
La XL Edició dels premis Antena de Oro 2012 se celebrà el 27 d'octubre de 2012 al Gran Casino d'Aranjuez.

## Televisió
- Marta Fernández Vázquez, presentadora de Las mañanas de Cuatro (Cuatro).
- Núria Roca Granell, presentadora d' El millonario (La Sexta)
- Ramón Fuentes, presentador d'esports i retransmissor de l'Eurocopa 2012 (Telecinco).

## Reconeixements
- Irene Villa González, col·laboradora de programes de televisió a 13TV.
- Elena Miñambres, presentadora dels Serveis Meteorològics a 13TV.
- Xavier Horcajo, director y presentador de Más se perdió en Cuba (Intereconomía Televisión).
- Tu cara me suena, programa de televisión presentado por Manel Fuentes (Antena 3).

## Ràdio
- Manuel Ventero, director i presentador del programa ‘Siluetas' de RNE.
- Javi Nieves, director i presentador del programa ‘Las mañanas’ de la COPE.
- Jaume Segalés, director ipresentador del programa ‘Protagonistas Fin de semana’ de Punto Radio.
- Ángeles Afuera, directora de Documentació de la Cadena SER.

## Espectacles
- Las aventuras de Tadeo Jones, llargmetratge d'animació espanyola (Telecinco Cinema).

## Premsa digital
- Libertad Digital, diari d'Internet editat íntegrament en castellà.

## Art
— Pintura
- Sebastián Palomo Linares, torero, pintor, actor de cinema i criador de toros.

## Ciència
- Mario Padrón, cap del Servei de Radiagnòstic de la Clínica Cemtro.

## Gastronomia
- Feria del cocido de Lalín.

## Publicitat
- Mercedes-Benz, per la seva aposta permanent i històrica per la ràdio a totes les seves campanyes publicitàries.
- Nutrición Center, por la seva aportació a l'assessorament nutricional.

## Trajectòria professional
- Anne Igartiburu, presentadora de Televisió Espanyola.
- Consuelo Sánchez Vicente, directora general de Comunicació del Govern.

## Reconeixements de laFederación de Asociaciones de Radio y Televisión de España
- Juan Antonio Valderrama Caballero, presentador de la secció Escuche a sus vecinos del programa Herrera en la Onda d'Onda Cero.
- Ascensión Marín, directora i presentadora del programa ‘Abriendo boca’ de Radio Intercontinental.

— Antenas de Oro especials
- Emiliano García-Page Sánchez, alcalde de Toledo, pel seu suport als mitjans de comunicació.
- Juan Carlos Domínguez Nafría, rector de la Universitat CEU San Pablo.
- Luis Enríquez, conseller delegat de Vocento.

— Premis extraordinaris
- Carles de Borbó-Dues Sicílies, duc de Calàbria i príncep de Les Dues Sicílies.
- José Ignacio Wert Ortega, ministre de Cultura, Educació i Esport.
- Ana Botella Serrano, alcaldessa de Madrid.